# Schuderbachswiese
Die Schuderbachswiese ist eine der bedeutendsten Bergwiesen Thüringens. Sie liegt im zentralen Thüringer Wald am südlichen Ortsrand der Gemeinde Oberhof.
Koordinaten: 50° 41′ 52″ N, 10° 43′ 31″ O

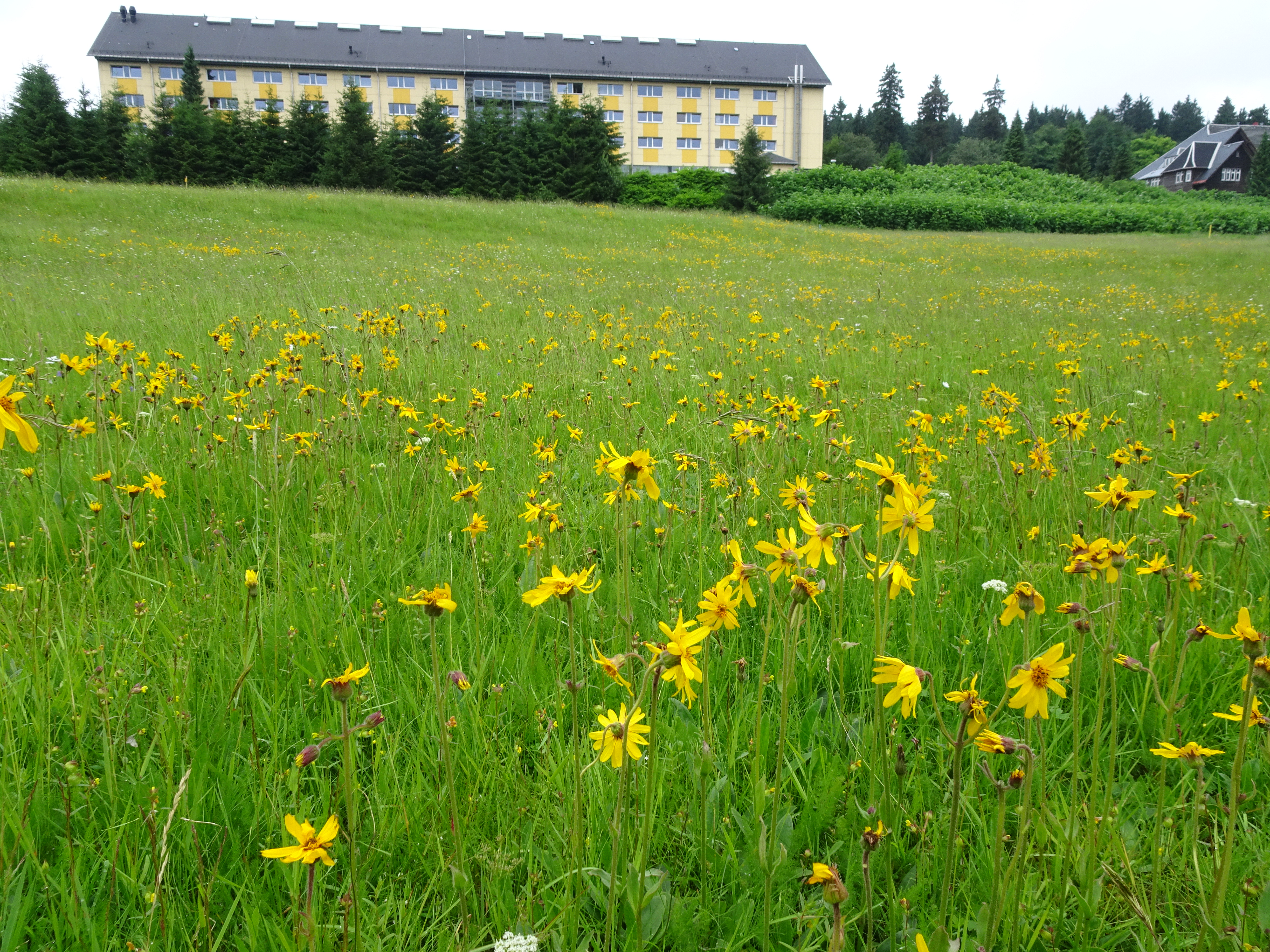
Auf der Schuderbachswiese ist Thüringens größtes Arnika-Vorkommen zu finden.

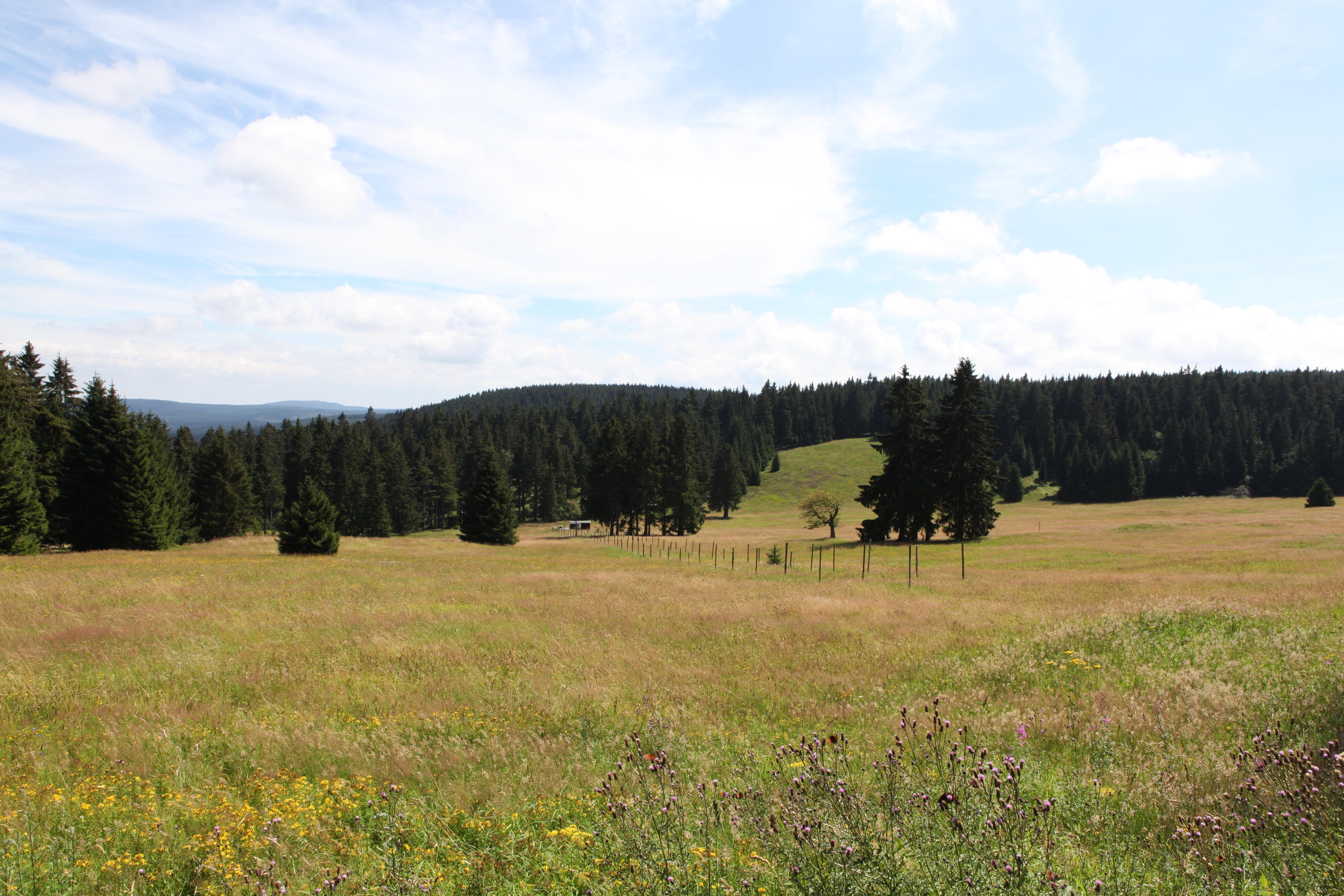
Die Schuderbachswiese ist die am besten erhaltene Bergwiese Thüringens.

Seit 1992 steht die 5,8 ha große Fläche als Flächennaturdenkmal unter Schutz. Diese einzigartige Wiese zeichnet sich durch sehr gut erhaltene artenreiche montane Borstgrasrasen und Berg-Mähwiesen aus. dort gibt es bedeutende Vorkommen der Arnika (Arnica montana), auch als Berg-Wohlverleih bekannt; es kommen mehrere Orchideenarten sowie weitere geschützte und gefährdete Pflanzenarten vor.

## Geografie und Klima
In unmittelbarer Nähe der Schuderbachswiese verläuft der Rennsteig über den Pass am Rondell in Richtung Westen zum Pass am Grenzadler (ehemalige sächsisch-preußische Grenze). Die Wiese hat ihren Namen vom Schuderbach, der einst am südöstlichen Rand durch die Fläche floss und heutzutage zum großen Teil verrohrt ist.
Die Fläche ist südostexponiert, der höchste Punkt liegt bei 810 m ü. NHN, der tiefste bei 780 m ü. NHN. Von 1950 bis 1981 wurde eine Wettermessstation (DWD-Stations-ID 3694) am Nordrand der Schuderbachswiese betrieben. In dieser Zeit wurden eine Jahresdurchschnittstemperatur von 5,2 °C und eine durchschnittliche jährliche Niederschlagsmenge von 1.166,8 mm gemessen.
|                        | Jan   | Feb   | Mär  | Apr  | Mai  | Jun   | Jul   | Aug   | Sep  | Okt  | Nov   | Dez   |   |         |
| Mittl. Temperatur (°C) | −3,4  | −2,9  | 0,2  | 4,0  | 8,7  | 12,3  | 13,8  | 13,4  | 10,6 | 6,2  | 0,9   | −2,3  | ⌀ | 5,2     |
| Mittl. Tagesmax. (°C)  | 5,7   | 7,0   | 12,0 | 16,8 | 21,1 | 24,4  | 25,6  | 25,2  | 21,9 | 17,9 | 11,1  | 6,5   | ⌀ | 16,3    |
| Mittl. Tagesmin. (°C)  | −13,4 | −12,8 | −9,4 | −5,2 | −1,6 | 2,9   | 5,1   | 5,6   | 2,8  | −2,2 | −7,4  | −11,1 | ⌀ | −3,8    |
|                        |       |       |      |      |      |       |       |       |      |      |       |       |   |         |
| Niederschlag (mm)      | 82,8  | 75,9  | 88,8 | 89,3 | 93,5 | 115,4 | 107,5 | 112,1 | 94,0 | 92,0 | 101,3 | 114,2 | Σ | 1.166,8 |

| −13,4 |

| −12,8 |

| −9,4 |

| −5,2 |

| −1,6 |

| 2,9 |

| 5,1 |

| 5,6 |

| 2,8 |

| −2,2 |

| −7,4 |

| −11,1 |

| −13,4 |

| −12,8 |

| −9,4 |

| −5,2 |

| −1,6 |

| 2,9 |

| 5,1 |

| 5,6 |

| 2,8 |

| −2,2 |

| −7,4 |

| −11,1 |

| N i e d e r s c h l a g | 82,8 | 75,9 | 88,8 | 89,3 | 93,5 | 115,4 | 107,5 | 112,1 | 94,0 | 92,0 | 101,3 | 114,2 |
|                         | Jan  | Feb  | Mär  | Apr  | Mai  | Jun   | Jul   | Aug   | Sep  | Okt  | Nov   | Dez   |

## Nutzungsgeschichte und Schutzbemühungen
Von 1909 bis 1944 hat der damalige „Herzogliche Golfclub Oberhof“ die Schuderbachswiese zwischen den Monaten Mai und September als Golfplatz genutzt. Zwischen 1950 und 1990 wurde die Fläche sporadisch mit Pferden beweidet oder gemäht. Seit 1990 erfolgt jährlich eine einschürige Mahd und in den Wintermonaten findet mittels mobilen Schleppliften ein leichter Familien-Skibetrieb (Ski-Schule) statt. Die Fläche befand sich bis 2018 im Eigentum der Landesforstverwaltung und wurde auf Beschluss des Landtages vom November 2018 zusammen mit angrenzenden Waldflurstücken an die Landesentwicklungsgesellschaft Thüringen (LEG) übertragen.
Im Jahr 1990 ist ein Teilbereich der Wiese mit einer Fläche von 2,5 ha als Flächennaturdenkmal (FND) unter Schutz gestellt worden. 1992 erfolgte eine Erweiterung auf 5,8 ha, dadurch steht jetzt nahezu die gesamte Wiese als FND unter Schutz. Die regelmäßige einschürige Mahd ist ein wesentlicher Grund dafür, dass sich auf der Schuderbachswiese sehr artenreiche Pflanzengesellschaften entwickeln konnten. Der Arbeitskreis Heimische Orchideen Thüringen e.V. (AHO) hat deshalb bereits 1998 den Vorschlag unterbreitet, diese Wiese als Geschützten Landschaftsbestandteil (GLB) auszuweisen, 2017 erfolgte ein Antrag zur Unterschutzstellung als Naturschutzgebiet (NSG).
Eine Zeitlang gab es Bestrebungen, auf der Schuderbachswiese wieder einen Golfplatz entstehen zu lassen. 2018 verabschiedeten die drei Naturschutzverbände NABU Thüringen, BUND Thüringen und AHO Thüringen auf Grund der überregionalen naturschutzfachlichen Bedeutung dieses Bergwiesenkomplexes eine gemeinsame Resolution zum Schutz der Schuderbachswiese, welche sich gegen die Umgestaltung zu einem Golfplatz richtete.
2024 traf die Stadt Oberhof die Entscheidung, die Pläne für einen Golfplatz auf der Schuderbachswiese zu begraben. Die Naturschutzverbände Arbeitskreis Heimische Orchideen Thüringen, BUND Thüringen und NABU Thüringen begrüßten diese Entscheidung.

## Flora und Lebensraumtypen

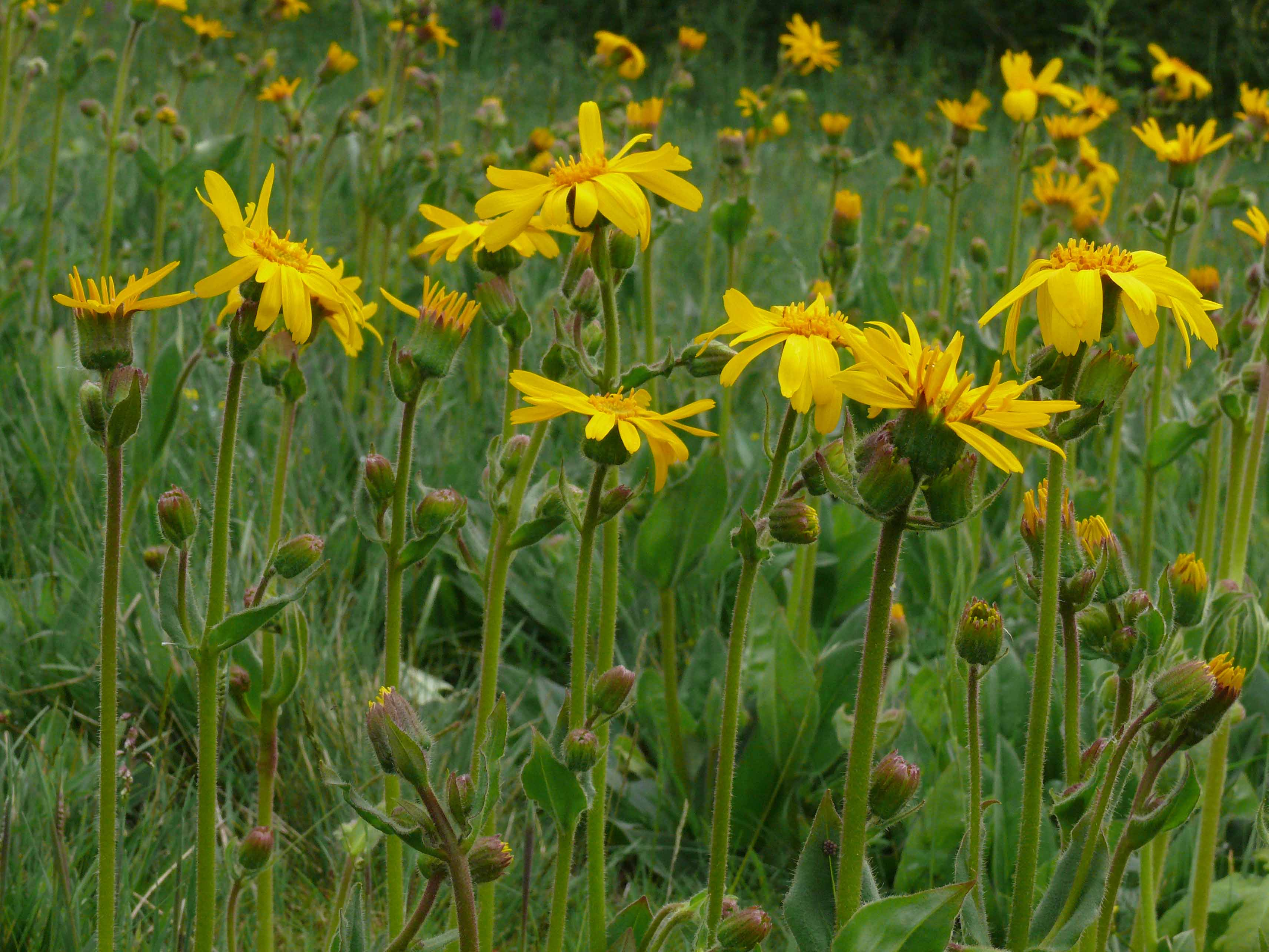
Arnika ist eine typische Art der Bergwiesen.

Die Schuderbachswiese weist das größte Vorkommen der Arnika (Arnica montana) in Thüringen auf – einer charakteristischen Bergwiesen-Pflanzenart, die in der Roten Liste der Farn- und Blütenpflanzen Thüringens (RLT) als stark gefährdet (RLT 2) eingestuft ist und für deren Erhaltung Deutschland eine hohe Verantwortung trägt (sog. Verantwortungsart innerhalb der Nationalen Strategie zur biologischen Vielfalt, siehe Nationale Strategie und Liste Verantwortungsarten). Eine Arnika-Blüte ist Teil des Logos des Naturparks „Thüringer Wald“. Der Erhaltungszustand dieser symbolträchtigen Pflanze wird für Thüringen als „schlecht“ eingestuft.
Eine Besonderheit stellt das Vorkommen der Orchideenart Grüne Hohlzunge (Dactylorhiza viridis; RLT 2) dar. Mehrere weitere Pflanzenarten, die in Thüringen auf der Roten Liste stehen, charakterisieren den außergewöhnlichen Artenreichtum der Bergwiese; dazu gehören u. a. das Breitblättrige Knabenkraut (Dactylorhiza majalis; RLT 2), das Wald-Läusekraut (Pedicularis sylvatica; RLT 2) und der Grannen-Klappertopf (Rhinantus glacialis; RLT 3). Bemerkenswert sind auch Vorkommen von Torfmoos-Arten (Sphagnum spp.), die deutschlandweit alle geschützt sind.

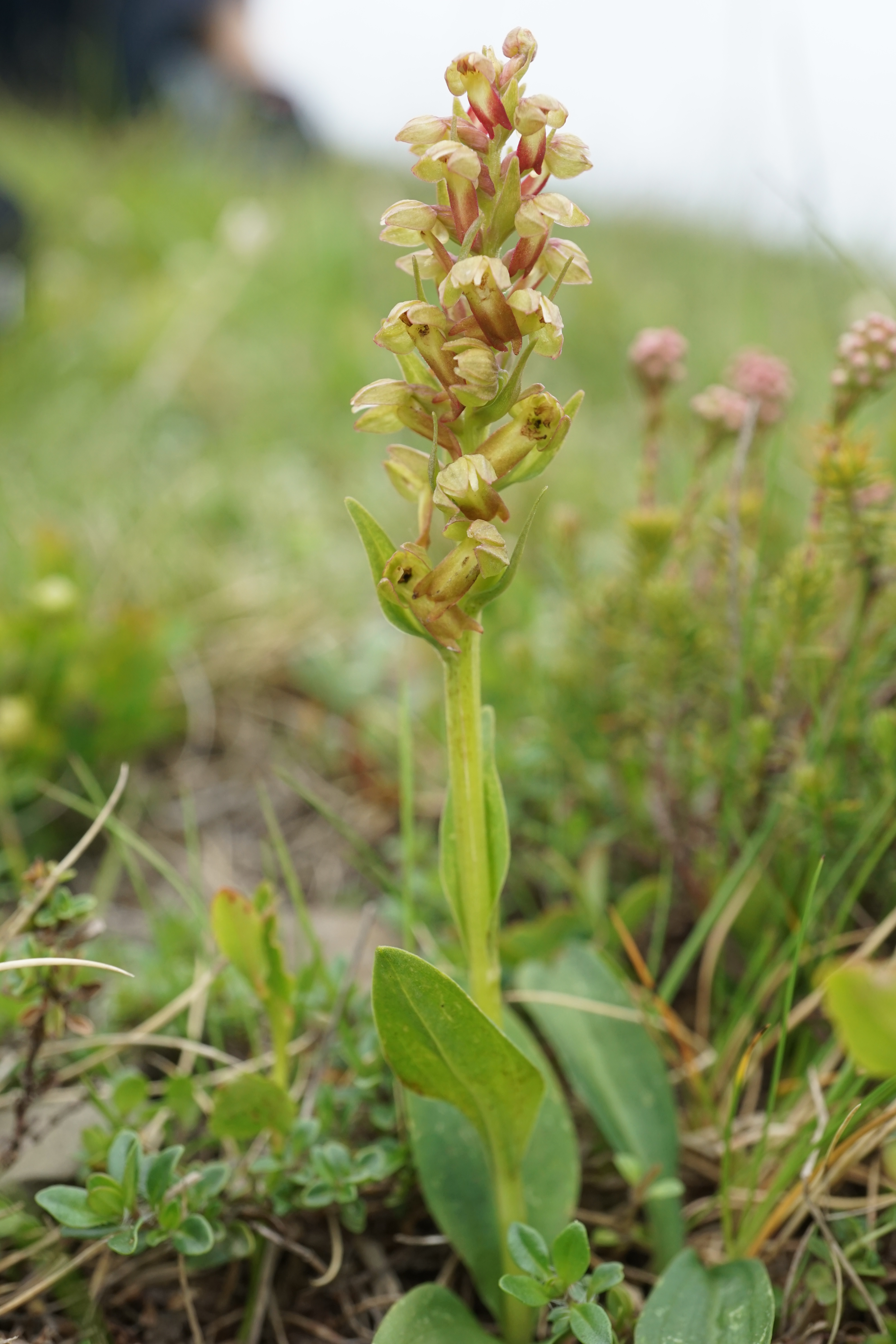
Die Grüne Hohlzunge ist in Thüringen stark gefährdet.

Die Grüne Hohlzunge wurde 1997 das erste Mal nachgewiesen, seitdem ist der Bestand regelmäßig erfasst worden. Seit 1998 erfolgt die Bestandsaufnahme und Kontrolle der Population durch den Gebietsbetreuer im Auftrag der Thüringer Landesanstalt für Umwelt und Geologie (TLUG, heute Thüringer Landesamt für Umwelt, Bergbau und Naturschutz [TLUBN]) innerhalb des Dauerbeobachtungsprogramms des AHO Thüringen für besonders schützenswerte Orchideenvorkommen. Es stellte sich heraus, dass die Population auf der Schuderbachswiese die größte dieser Art in Thüringen darstellt. Seit 2008 haben die Flächenausdehnung sowie die Bestandszahlen dort stetig zugenommen.
Die gesamte Schuderbachswiese wird von gesetzlich geschützten Biotoptypen bedeckt. Vor allem prägen drei Lebensraumtypen (LRT), welche in der Fauna-Flora-Habitat-Richtlinie der Europäischen Union (FFH-RL) aufgelistet sind: Artenreiche montane Borstgrasrasen auf Silikatböden (prioritärer LRT 6230*) auf dem überwiegenden Teil der Fläche, Berg-Mähwiesen (LRT 6520) und Trockene europäische Heiden (LRT 4030). Borstgrasrasen stehen auf der Roten Liste der gefährdeten Biotoptypen Deutschlands und sind in Kategorie „1!“ (akut von vollständiger Vernichtung bedroht) eingestuft, Mähwiesen höherer Lagen in Kategorie „1-2“ (stark gefährdet bis von vollständiger Vernichtung bedroht) und Bergheiden in Kategorie „2-3“ (gefährdet bis stark gefährdet). Die Einstufung der Borstgrasrasen in der Roten Liste der Biotoptypen Thüringens erfolgte ebenfalls in Kategorie „1“ (von vollständiger Vernichtung bedroht). Insofern stellt die Schuderbachswiese mit ihren gut erhaltenen Lebensräumen eine Besonderheit in Thüringen und darüber hinaus dar.